# Paul Rand

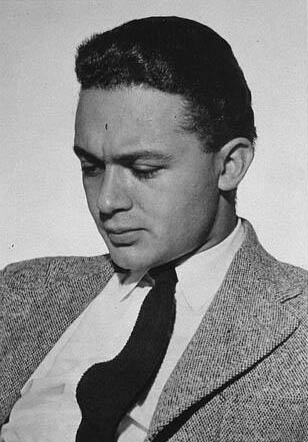
Paul Rand (1942)

Paul Rand, znany też jako „Papa LOGO” (ur. 15 sierpnia 1914 w Nowym Jorku, zm. 26 listopada 1996 w Norwalk) – amerykański grafik. 
Zaprojektował, między innymi, logo American Broadcasting Company, IBM, NeXT, UPS, Uniwersytetu Yale, Enron, Westinghouse.